# Kanton Quissac
Kanton Quissac (francouzsky Canton de Quissac) je francouzský kanton v departementu Gard v regionu Languedoc-Roussillon. Tvoří ho 12 obcí.

## Obce kantonu
- Bragassargues
- Brouzet-lès-Quissac
- Cannes-et-Clairan
- Carnas
- Corconne
- Gailhan
- Liouc
- Orthoux-Sérignac-Quilhan
- Quissac
- Saint-Théodorit
- Sardan
- Vic-le-Fesq